# Caladenia leptoclavia
Caladenia leptoclavia är en orkidéart som beskrevs av David Lloyd Jones. Caladenia leptoclavia ingår i släktet Caladenia och familjen orkidéer.
Artens utbredningsområde är New South Wales. Inga underarter finns listade i Catalogue of Life.